# Barros e Vasconcelos
Benedito de Barros e Vasconcelos, mais conhecido como Barros e Vasconcelos (Maranhão, 31 de julho de 1879 - Rio de Janeiro, 10 de maio de 1955) foi um escritor, juiz, poeta e desembargador maranhense. Foi fundador da cadeira 20 da Academia Maranhense de Letras, cujo patrono é Trajano Galvão.

## Obras
- Redenção (1917)
- A Tutóia e o delta do Parnaíba (1919)
- O Parnahiba no Maranhão[3] (1926)